# Gökdere, Bornova
Gökdere là một xã thuộc huyện Bornova, tỉnh İzmir, Thổ Nhĩ Kỳ. Dân số thời điểm năm 2010 là 380 người.